# La niña santa
La niña santa és una pel·lícula dramàtica argentina del 2004 dirigida per Lucrecia Martel. La pel·lícula va ser produïda de manera executiva per Pedro Almodóvar, Agustín Almodóvar i Esther García. Va ser produïda per Lita Stantic. La pel·lícula compta amb Mercedes Morán, María Alche, Carlos Belloso, Alejandro Urdapilleta, Julieta Zylberberg, entre d'altres.

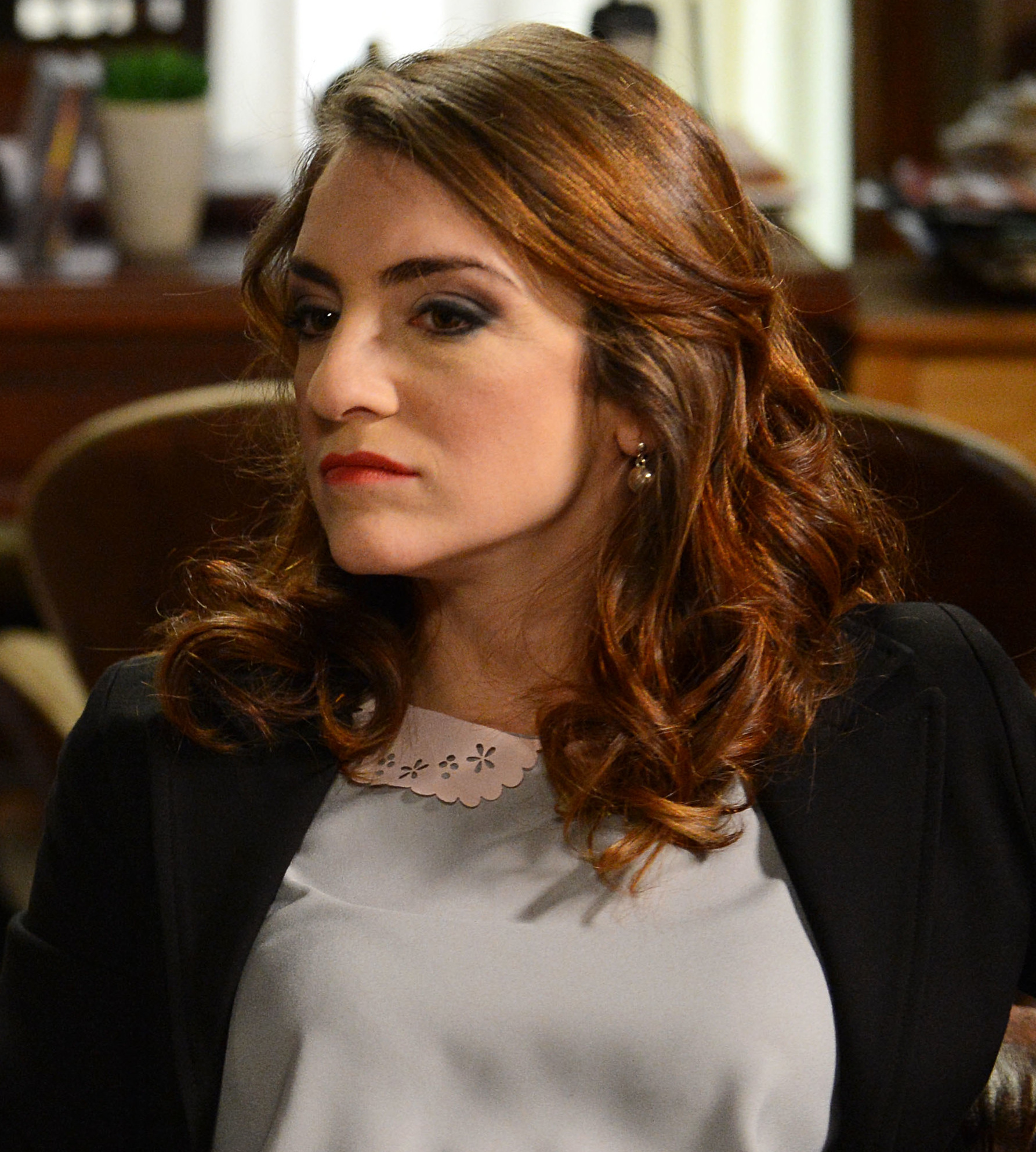
Julieta Zylberberg ("Josefina")

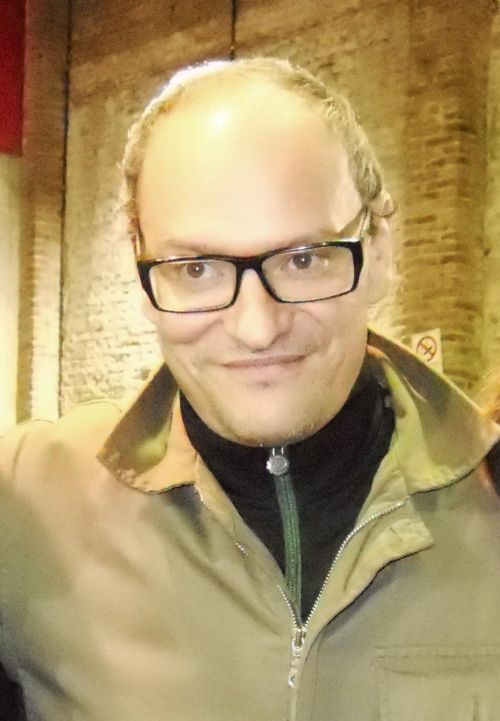
Carlos Belloso (Dr. Jano)

## Trama
La pel·lícula transcorre al petit poble de La Ciénaga, a l'Hotel Termas, un hotel en ruïnes de l'Argentina, durant una conferència mèdica. Dues joves adolescents, Amalia (María Alché) i la seva millor amiga Josefina (Julieta Zylberberg), comencen a explorar la seva nova sexualitat i, al mateix temps, tenen passió religiosa catòlica. L'Amàlia viu amb la seva atractiva mare divorciada (Mercedes Morán), propietària de l'hotel, i el seu oncle Freddy (Alejandro Urdapilleta). Durant aquest temps, en la ment d'Amàlia, els impulsos espirituals i sexuals semblen convergir.
Un dia, enmig d'una gran multitud veient l'actuació d'un músic tocant el theremin, el doctor Jano (Carlos Belloso), participant a la conferència i hoste de l'hotel, es frega sexualment amb Amalia. Ella està molesta però pren la seva acció inadequada com un signe que la seva fe catòlica li ha donat una missió: salvar el doctor Jano d'un comportament tan inadequat. Després, l'objecte del desig d'Amàlia es converteix en el metge de mitjana edat casat i ella comença a espiar-lo. La història d'Amalia tracta en part del descobriment d'una adolescent de la seva vulnerabilitat sexual i del poder sexual que posseeix.

## Repartiment
- Mercedes Morán... Helena
- Carlos Belloso...	Dr. Jano
- Alejandro Urdapilleta... Freddy
- María Alché... Amalia
- Julieta Zylberberg... Josefina
- Mía Maestro... Inés
- Marta Lubos... Mirta
- Arturo Goetz... Dr. Vesalio
- Alejo Mango... Dr. Cuesta
- Mónica Villa... Mare de Josefina
- Leandro Stivelman... Julián
- Manuel Schaller... Thermin
- Miriam Diaz... Miriam
- Rodolfo Cejas... Pare de Josefina
- Maria Victoria Mosca Coll... Noia del local
- Castro Guillermo Enrique... Noi Accident

## Antecedents
El guió de la pel·lícula va ser escrit per la directora Lucrecia Martel. Martel va dir: "La pel·lícula no és estrictament autobiogràfica, però el que hi poso és la meva experiència personal a la vida, els meus records. Quan era adolescent, era una persona molt religiosa. Vaig pensar que tenia una relació especial amb Déu, o amb qualsevol cosa que hi havia allà dalt. Ara, no crec en els miracles, però sí que crec en l'emoció que sents davant d'un miracle: l'emoció d'alguna cosa inesperada que se t'ha revelat."
Com a part de la seva manera d'utilitzar la càmera, la pel·lícula té pocs plans d'establiment o de transició perquè fa el cas que separa físicament un espai del seu moment a la pel·lícula.
Lloc de rodatge

La pel·lícula es va rodar íntegrament a Salta, a la Província de Salta, Argentina. La directora/guionista va néixer a Salta.

## Distribució
La pel·lícula es va estrenar per primera vegada a l'Argentina el 6 de maig de 2004. Va ser seleccionada per a competició i va ser presentada internacionalment al 57è Festival Internacional de Cinema de Canes el 16 de maig.
La pel·lícula també es va projectar a diversos festivals de cinema, com ara: el Festival Internacional de Cinema de Karlovy Vary, el Festival Internacional de Cinema de Toronto, el Festival Internacional de Cinema d'Helsinki, el London Film Festival, el Festival Internacional de Cinema de Hong Kong i el Festival Internacional de Cinema de Reykjavik.
Als Estats Units es va presentar al Festival de Cinema de Nova York el 10 d'octubre de 2004, i al Festival Internacional de Cinema de Seattle el 20 de maig de 2005. Fine Line Features li va donar un llançament a sales limitat als Estats Units el 29 d'abril de 2005.

## Recepció crítica
A.O. Scott, crític de cinema de The New York Times, va qualificar la pel·lícula com una "segona pel·lícula esquiva, febril i del tot sorprenent..." També li agradava l'enfocament artístic de la direcció de les pel·lícules de Martel i va escriure: "El seu estil visual és igualment oblic, ja que emmarca els seus personatges a través de portes mig obertes, en angles estranys i en primers plans asimètrics. Fins a un grau que de vegades és desorientador, la senyora Martel explora els misteris dels sentits. Són els nostres instruments per conèixer-nos a nosaltres mateixos, els uns als altres i el món, però també ens indueixen a error, aportant dolor, plaer i confusió a parts iguals."
Kevin Thomas, crític de Los Angeles Times, va escriure: "[la pel·lícula] revela l'estil, la perspicàcia i la confiança que són les marques d'un gran director". També va dir de la directora Martel: "[És] una artista subtil i una observadora aguda, Martel gestiona un gran repartiment amb una facilitat que coincideix amb la seva habilitat per narrar històries, dins de la qual la visió psicològica i els comentaris socials flueixen de manera fàcil i implícita."
La crítica de cinema Ruth Stein també atribueix a la directora Martel el reconeixement de l'estat d'ànim de la pel·lícula i va escriure: "Martel és especialment bona en capturar un entorn claustrofòbic, i sàviament deixa ambigua la qüestió de la complicitat del metge en l'estat frenètic d'Amàlia. No la reconeix quan comença a perseguir-lo: una indicació de l'atzar de l'acte realitzat amb l'acompanyament d'un theremin."
La pel·lícula té un 77% d'aprovació a Rotten Tomatoes, amb 43 de 56 ressenyes favorables. A Metacritic, té una puntuació mitjana ponderada de 75 sobre 100 basada en les ressenyes de 22 crítics, que indica "crítiques generalment favorables".

## Premis
Guanyadora
- Premis Clarín: Premi Clarin; Millor director, Lucrecia Martel; Millor actriu de novel·la, Julieta Zylberberg; 2004.
- Mostra Internacional de Cinema de São Paulo: Premi de la Crítica, Menció Honorífica, Lucrecia Martel; 2004.

Nominacions
- Festival de Canes: Palma d'Or, Lucrecia Martel; 2004.
- Premis Cóndor de Plata 2005: millor Fotografia, Félix Monti; Millor Vestuari, Julio Suárez; Millor actriu revelació, María Alche; Millor actriu secundària, Julieta Zylberberg.[9]